# Talisman (igra na deski)
Talisman je igra na deski s fantazijskim motivom za dva do šest igralcev, ki je prvič izšla leta 1983 v založbi britanskega podjetja Games Workshop. Njena mehanika je v osnovi preprosta, temelji na metanju kock in premikanju igralnih figuric po razmejenih poljih na igralni površini (podobno kot pri igrah Človek, ne jezi se ali Monopoli), pri čemer se na vsakem polju, na katerem konča figurica, zgodi naključen dogodek. Cilj igre je priti do sredine deske, kjer se nahaja bajeslovna krona poveljevanja (Crown of Command) in z njo premagati ostale igralce.
Igro je oblikoval Robert Harris kot nezahtevno alternativo fantazijskim igram igranja vlog tipa Dungeons & Dragons, ki zahtevajo ogromno predpriprav in zavzetosti igralcev. Izkazala se je za prodajni uspeh, zato je izšlo več razširitev in tri ponovne izdaje; za zadnjo (2007) je Games Workshop prodal pravice podjetju Fantasy Flight Games, ki zdaj izdaja nove razširitve.

## Predelave v videoigre
Prva predelava Talismana v videoigro je izšla že leta 1985 za računalnik ZX Spectrum, igro je razvila skupina SLUG programming co-operative za Games Workshop.
Ob izidu četrte izdaje leta 2007 so predstavniki podjetja Capcom oznanili, da po licenci Games Workshop razvijajo novo predelavo za sodobne računalniške sisteme, a so razvoj po enem letu prekinili, saj so bili mnenja, da zaradi počasne dinamike ne bo uspešna. Licenco je zatem prevzelo podjetje Nomad Games in konec leta 2012 izdalo okrnjeno različico Talisman: Prologue za enega igralca (tudi brez računalniških nasprotnikov) ter leto kasneje še polnejšo različico z računalniškimi nasprotniki in možnostjo večigralstva prek lokalne omrežne povezave.